# VS기사 라무네 앤드 40염
VS기사 라무네 앤드 40염은 1996년에 제작된 애니메이션 시리즈이다. 《NG기사 라무네 앤드 40》의 후속작이다.
대한민국에서는 《소년기사 라무 II》라는 제목으로 1997년 5월부터 1997년 7월까지 MBC에서 방영되었다.

## 등장인물
바바 라무네 - (성우:쿠사오 타케시) 그는 비디오 게임을 즐기는 10세 소년이다.
파르페
카카오
피Q

## 같이 보기
- NG기사 라무네 앤드 40
- 라무네